# ليلى (اسم)
ليلى اسم عربي علم مؤنث.

## لَيْلَى في اللغة
معناه: الخمر، نشوة الخمر، بدء السكر، النشوة. وأم ليل: الخمر السوداء. وقد تُرسم بالألف «ليلا» على غير قاعدة. وقد يكون الاسم المختوم بالألف الممدودة دالاً على الليلة الواحدة، فيكون أصله «ليلة»، وعلى هذا المعنى نُقل الاسم إلى الإنكليزية فقالوا: LEILA وقصدوا به: ظلمة الليل، وقالوا: وهو مقتبس عن العربية: LAYLA.
ورد في تاج العروس أُمُّ لَيْلَى: الخَمرُ السَّوداءُ، عن أبي حَنيفةَ، قال ابنُ بَرِّي: وبها سُمِّيت المرأةُ، ولم يُقَيِّدْها ابْن الأَعْرابِيّ بلَونٍ، قال: وَلَيْلى: نَشْوَتُها، وهو بَدْءُ سُكرِها. لَيْلَى من أسماءِ النساء، وفي الصِّحاح: اسمُ امرأةٍ، جمعها (ليالٍ)، قال الراجز:
لم أرَ في صَواحِبِ النِّعالِ
اللاَّبِساتِ البُدَّنِ الحَوالي
شِبْهاً للَيْلى خِيرَةِ اللَّيالي
وفي اللغة ليلة لَيْلاءُ ولَيْلى: أي ليلة طويلة شديدة صعبة، وقيل: هي أَشد لَيالي الشهر ظلمة، وبه سميت المرأَة ليلى. وقال قطرب: وإن كانت ليلة مشهورة قيل: ليلى وليلاء. وآخر ليلة في الشهر لظلمتها ليلى (مقصورة)، وليلاء (ممدودة). وفي معجم أسماء العرب  ورد: لَيْلَى وزن فَعْلَى وهي النشوة وابتداء السكر، وأم ليلى: الخمر، وليلة لَيْلَى: طويلة شديدة صعبة أو هي أشد ليالي الشهر ظلمة، وهو اسم لمعشوقة قيس وأبو ليلى يطلق على الرجل الذي عنده فتاه جميلة.